# Alexandru Bibescu
Prințul Alexandru Bibescu (în franceză Alexandre Bibesco; n. 3 iunie 1842, București, Țara Românească – d. 11 august 1911, Aix-les-Bains, Savoie, Franța) a fost un om de litere român, care a activat ca poet, lingvist, eseist și muzician.

## Biografie
S-a născut pe 3 iunie 1842 în București, în familia domnitorului muntean Gheorghe Bibescu, care a refuzat să-i recunoască paternitatea. Până la 31 de ani s-a numit Alexandru Mavrocordat, luând numele de familie al mamei sale. A locuit în Franța de tânăr, împreună cu cei 3 frați ai săi. Fiind un om cultivat, a activat în domeniul lingvisticii. Pe lângă limba română, mai cunoștea limbile franceză, greacă, latină, germană, italiană și engleză. Era bibliofil, deținând peste 10 mii de cărți. În 1874 a devenit membru al Societății Lingvistice din Paris, pe care a și prezidat-o în perioada anilor 1893-1894.
A fost căsătorit cu pianista Elena Costache Epureanu, având cu aceasta 3 copii: Antoine, Emmanuel și Hélène.
În 1895 a fost decorat cu Legiunea de onoare. Rămas văduv în 1902 s-a recăsătorit ulterior cu actrița Hélène Reyé. Această căsătorie a fost dezaprobată de copiii lui. A decedat pe 11 august 1911, la 69 de ani, în Aix-les-Bains.